# Glenn Gould
Glenn Herbert Gould (25 de setembro de 1932 - 4 de outubro de 1982) foi um renomado pianista canadense, conhecido especialmente por suas gravações de Johann Sebastian Bach. Suas gravações das Variações Goldberg são consideradas um marco na música ocidental do século XX. Gould abandonou as apresentações ao vivo em 1964, dedicando-se, desde então, apenas às gravações em estúdio, pelo resto de sua carreira, com um estilo de tocar muito peculiar, muitas vezes excêntrico.

## Biografia

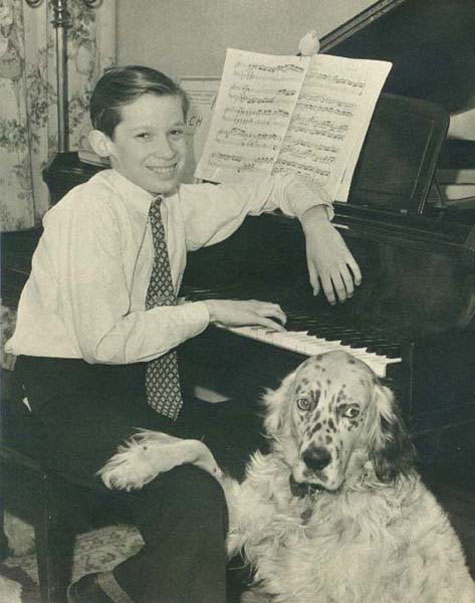
Glenn Gould na infância.

Gould nasceu com o nome de Glenn Gold, em Toronto, Ontario. Sua família era protestante e mudou o seu nome logo após o seu nascimento, temendo que ele fosse confundido com um judeu, com isso, seu nome foi mudado de Gold para Gould para protegê-lo da onda de anti-semitismo que havia tomado o Canadá na década de 1930. Depois de aprender piano com sua mãe, cujo avô era um sobrinho de Edward Grieg, Gould matriculou-se no Royal Conservatory of Music em Toronto, quando tinha apenas 10 anos. Ali, estudou piano com Alberto Guerrero, órgão com Frederick C. Silvester, e teoria musical com Leo Smith.
Em 1945, fez sua primeira apresentação pública, tocando órgão, e no ano seguinte a sua primeira aparição com uma orquestra (a Toronto Symphony Orchestra), em uma performance do Concerto no. 4 para piano e orquestra, de Beethoven. Seu primeiro recital público seguiu-se em 1947 e sua primeira apresentação na rádio CBC aconteceu em 1950. Este foi o começo de uma longa associação com o rádio e com as gravações em disco em geral.
O ano de 1955 foi um marco na vida artistica de Gould que, contratado pela Columbia Records, propôs a gravação das 30 Variações Goldberg de Johann Sebastian Bach, pelas quais poucos pianistas da época se interessavam.
A gravação, feita em junho de 1955 em Nova York, tornou-se rapidamente um hit, quebrando recordes de vendas até hoje não alcançados para música clássica para piano solo, sendo ainda uma referência de interpretação da obra.
Em 1957, em plena era da Guerra Fria, Gould promoveu uma turnê pela União Soviética. Ele foi o primeiro cidadão do continente norte-americano a tocar ali depois da II Guerra Mundial.
No dia 10 de abril de 1964, Gould tocou em sua última apresentação pública, em Los Angeles, Califórnia, e pelo resto de sua vida se concentrou em outros interesses, como as gravações, escritas, transmissão de rádio e televisão, documentários e composição (ainda que tenha, de fato, produzido poucas composições).
Gould morreu em 1982, em Toronto, depois de sofrer um derrame e seu corpo foi sepultado no cemitério Mount Pleasant, em Toronto.
Gould é amplamente considerado um gênio na interpretação de obras de Bach possuindo uma legião de fãs que o admiram por sua técnica e suas excentricidades.